# Пустое Горнешно
Пустое Горнешно — деревня в Волошовском сельском поселении Лужского района Ленинградской области.

## История
Впервые упоминается в писцовых книгах Шелонской пятины 1571 года, как деревня Горнечно — 8 ½ обжи, в Бельском погосте Новгородского уезда.
Деревня Пустое Горнешно в Бельском погосте по переписи 1710 года числилась за помещиком Иваном Антиповичем Рябининым, в деревне был 1 крестьянский двор, где жили 10 человек мужского и 13 человек женского пола и один двор пустой.
Как деревня Пустое Горнешно она обозначена на карте Санкт-Петербургской губернии Ф. Ф. Шуберта 1834 года.

ПУСТОЕ ГОРНЕШНО — деревня принадлежит коллежскому советнику Петру Базанову, число жителей по ревизии: 35 м. п., 38 ж. п. (1838 год)

Деревня Пустое Горнешно отмечена на карте профессора С. С. Куторги 1852 года.

ПУСТОЕ ГОРНЕШНО — деревня господина Базанина, по просёлочной дороге, число дворов — 9, число душ — 27 м. п. (1856 год)

ПУСТОЕ-ГОРНЕЧНО — деревня, число жителей по X-ой ревизии 1857 года: 22 м. п., 29 ж. п.

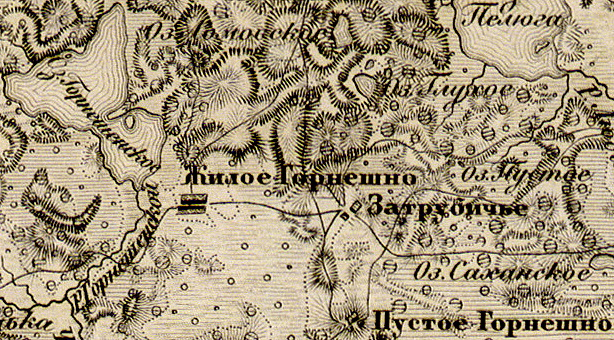
Деревня Пустое Горнешно на карте 1863 года

ПУСТОЕ-ГОРНЕЧНО — деревня Горнешенского общества Бельско-Сяберской волости, согласно подворной описи 1882 года:
  
домов — 12, душевых наделов — 20,  семей — 8, число жителей — 23 м. п., 30 ж. п.; разряд крестьян — временнообязанные

В 1883—1884 годах временнообязанные крестьяне деревни выкупили свои земельные наделы у М. А. Немчинова и стали собственниками земли.
В XIX — начале XX века деревня административно относилась к Бельско-Сяберской волости 4-го земского участка 2-го стана Лужского уезда Санкт-Петербургской губернии.
По данным «Памятной книжки Санкт-Петербургской губернии» за 1905 год деревня называлась Пустое Горнечно и входила в Горнешенское сельское общество.
С 1917 по 1927 год деревня находилась в составе Горнешенского сельсовета Бутковской волости Лужского уезда.
С августа 1927 года, в составе Лужского района.
С ноября 1928 года, в составе Вердужского сельсовета.
По данным 1933 года деревня Пустое Горнешно входила в состав Вердушского сельсовета Лужского района.
C 1 августа 1941 года по 31 января 1944 года деревня находилась в оккупации.
По данным 1966 и 1973 годов деревня Пустое Горнешно входила в состав Вердужского сельсовета.
По данным 1990 года деревня Пустое Горнешно входила в состав Волошовского сельсовета.
По данным 1997 года в деревне Пустое Горнешно Волошовской волости проживали 9 человек, в 2002 году — 8 человек (русские — 62 %).
В 2007 году в деревне Пустое Горнешно Волошовского СП проживали 2 человека.

## География
Деревня расположена в западной части района к югу от автодороги 41К-145 (Ретюнь — Сара-Лог).
Расстояние до административного центра поселения — 13 км.
Расстояние до ближайшей железнодорожной станции Серебрянка — 70 км.

## Демография
| 1710 | 1838 | 1997 | 2007 | 2010 | 2017 |
| ---- | ---- | ---- | ---- | ---- | ---- |
| 23   | ↗73  | ↘9   | ↘2   | ↘1   | ↗2   |